# Richard Paulus

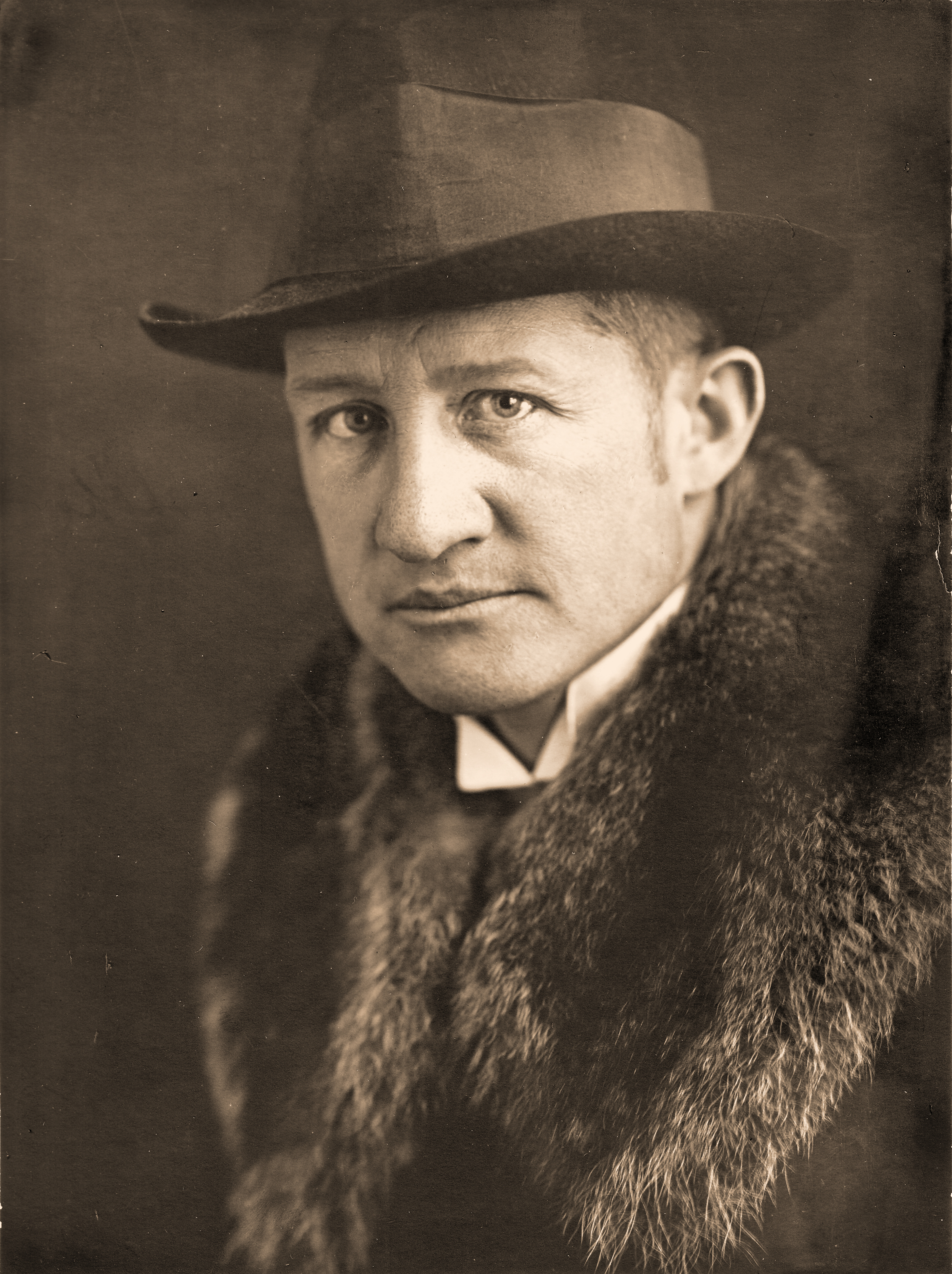
Richard Paulus

Richard Adolf Luitpold Paulus  (* 11. Juni 1883 in München; † 1. Februar 1929 in Leoni am Starnberger See) war ein deutscher Kunsthistoriker und Kunsthändler.

## Leben
Richard Paulus war der Sohn des Kunsthändlers Adolf Paulus (1851–1924); sein Taufpate war der mit seinem Vater befreundete Prinzregent Luitpold. Er besuchte die Münchener Werktagsschule und das Institut Schnepfenthal bei Waltershausen, nach der Übersiedlung seines Vaters nach Berlin besuchte er dort das Dorotheenstädtische Realgymnasium. Bestimmt, den väterlichen Kunstsalon zu übernehmen verließ er dieses 1901 noch vor der Reifeprüfung und ging an die Berliner Handelsakademie. Nach Ableistung der Militärdienstpflicht 1902/03 arbeitete er einige Jahre als Volontär im Kunsthandel. 1907 begann er das Studium der Kunstgeschichte an der Universität München. Nachdem er 1909 die Reifeprüfung nachgeholt hatte, studierte er weiter in München, wo er am 14. Juli 1911 promoviert wurde. Seine Lehrer waren in erster Linie Berthold Riehl und Karl Voll. Er publizierte vor allem zur bayerischen Kunstgeschichte des Barock und verfasste Artikel für das Allgemeine Lexikon der Bildenden Künstler von der Antike bis zur Gegenwart.
Er heiratete 1911 Sophie Dorothea Gräfin von Bothmer (1884–1962), aus dieser Ehe gingen der Sohn Herbert (1913–1993) und die Tochter Birgitta (* 1914) hervor.
1913 war Paulus Gründungsmitglied des Museumsvereins für den Würmseegau e.V. Er eröffnete als dessen Erster Vorsitzender am 9. Juli 1914 im Beisein Ludwigs III. das Museum für den Würmseegau in Starnberg, dessen ehrenamtlicher Leiter er bis zu seinem Tod war.
1914 bis 1918 nahm er am Ersten Weltkrieg teil. Der politisch linksliberal eingestellte Paulus trat im Dezember 1918 der DVP bei und war vom 21. November 1918 bis zum 25. Februar 1919 Vorsitzender des ersten Starnberger Arbeiterrats. Am 20. Februar 1919 wurde er zudem in den Gesamtvorstand des Reichsbundes geistiger Arbeiter gewählt. Im Juni 1919 wurde er Hauptmann der Einwohnerwehr des Würmseegaus.
Er war als vereidigter Sachverständiger für Kunst tätig und eröffnete Ende 1922 in München die „Galerie Paulus“ im Palais Leuchtenberg. Hier führte er zahlreiche Ausstellungen und auch Auktionen durch.
Richard Paulus starb, nachdem er im Eis des Starnberger Sees eingebrochen war, an Unterkühlung. 1929 wurde sein Nachlass in zwei Auktionen in München versteigert.

## Veröffentlichungen (Auswahl)
- Der Baumeister Henrico Zuccalli am Kurbayerischen Hofe zu München (geb. ca. 1642 gest. 8. März 1724). Ein kunstgeschichtlicher Beitrag zur Entwicklung des Münchener Barock und beginnenden Rokoko. Heintz, Straßburg 1912 (Dissertation).
- Max Emanuel und die französische Kunst. In: Altbayerische Monatsschrift 11, 1912, S. 130–145.
- Die Verlassenschaft des Baumeisters Cuvillies. In: Altbayrische Monatsschrift 11, 1912, S. 115–118.
- Der Bildnismaler George de Marées (= Bayerische Kunst 1/2). Hertz, München 1913.
- Starnberger See und Würmtal (= Wanderbücher der Münchener Neuesten Nachrichten Heft 6/7). Knorr & Hirth, München 1923; 2. neu bearbeitete und erweiterte Auflage (= Bayerische Wanderbücher Reihe 1, Heft 6). Knorr & Hirth, München 1926.
- Familienbuch der Familie Paulus (Chronik und Nachfahrentafeln) . Pforzheim 1931 (posthum, bearbeitet von Ernst Arnold Paulus).[3]